# Слова в коханні
«Слова́ в коха́нні» (фр. Mots d'amour) — новела французького письменника Гі де Мопассана, видана у 1882 році. У творі через вигадане листування чоловіка і жінки показана роль слів у передачі почуттів, висвітлена проблема психологічної невідповідності двох фізично близьких людей.

## Історія
Цю новелу Гі де Мопассан вперше опублікував у газеті «Gil Blas» 2 лютого 1882 року під псевдонімом Монфріньоз. Згодом вона увійшла до збірки новел «Мадемуазель Фіфі». Українською мовою її переклав видатний поет і перекладач Максим Рильський. Перше українське видання новели побачило світ у видавництві художньої літератури «Дніпро» у восьмитомному зібранні творів Гі де Мопассана. Крім того, вона увійшла до двотомного зібрання вибраних творів письменника, яке побачило світ у тому ж видавництві в 1990 році.

## Сюжет
Твір складається з двох любовних листів. В першому жінка запитує коханого, чому він до неї не заходить, звертаючись до нього пестливим «мій товстий півнику». Чоловік відповідає їй письмово, що «якби ти була глуха і німа, я, безперечно, кохав би тебе довго-предовго». Далі слідує пояснення, в якому чоловік розповідає про глибину своїх почуттів і про нерозуміння цієї глибини коханою, про неоковирні епітети, якими вона його нагороджує, про невідповідність цієї удаваної дитячої безпосередності вікові жінки, про жіночу балакучість і не вміння слухати.

## Аналіз твору
Ця новела Гі де Мопассана подібно до інших його творів має психологічний характер і подана в сатиричному дусі. В ній показана проблема взаємовідносин двох статей через один з найдавніших і найпоширеніших комунікативних бар'єрів: відмінність у вираженні почуттів чоловіком та жінкою. Чоловікам притаманне логічне мислення, тому вони виражають почуття стримано і за допомогою слів, які слів трактувати прямо. Це вимагає уважного слухання. Жінкам властива сильніша чуттєвість, тому їхня мова менш упорядкована, а слова не завжди відповідають своєму точному значенню — це радше асоціативний ряд. У новелі «Слова в коханні» Гі де Мопассан показав як одні й ті ж самі фрази жінкою сприймаються як пестливі, а чоловіком як образливі.